# Aberfan
Aberfan – wieś w południowej Walii, w hrabstwie Merthyr Tydfil (historycznie w Glamorgan), w gminie (community) Merthyr Vale, położona w dolinie rzeki Taff (Taf), na jej zachodnim brzegu. W 2011 roku liczyła 3547 mieszkańców.
W przeszłości ośrodek wydobycia węgla. Kopalnia Merthyr Vale Colliery funkcjonująca w latach 1875–1989 była jedną z największych w południowej Walii. 21 października 1966 roku w następstwie ulewnych deszczów w kierunku wsi osunęła się hałda kopalniana, niszcząc szkołę, w której trwały zajęcia, oraz kilkanaście innych budynków. Zginęły wówczas 144 osoby, w tym 116 dzieci (katastrofa w Aberfan).